# Глущенко, Леонтий Петрович
Глущенко Леонтий Петрович (1914-1985) -  Герой Советского Союза, гвардии подполковник Советской Армии, военный штурман первого класса, участник Великой Отечественной войны, а также боёв у озера Хасан и на реке Халхин-Гол, участник Парада Победы на Красной площади 24 июня 1945 года.

## Биография
Родился 30 октября 1914 года на хуторе Смоковка Житомирского района (Украина), в крестьянской семье.
В 1931 году окончил среднюю школу, в 1933 году - Киевский строительный рабфак, в 1935 году - первый курс Житомирского сельскохозяйственного института. Работал техником - агрономом Всесоюзной научно-исследовательской станции хмелеводства. В ноябре 1936 года призван в ряды Красной Армии.
В 1937 году окончил Ейское военно-морское авиационное училище по курсу воздушный стрелок-бомбардир.
В 1938-1939 годах участвовал в боях с японскими захватчиками в районе озера Хасан и на реке Халхин-Гол.
В 1941 году окончил 2-ю Ивановскую высшую школу штурманов ВВС КА.
В боях Великой Отечественной войны с июня 1941 года.
Экипажу Глущенко Л.П. поручалось возглавлять отряды дальних бомбардировщиков Ил-4, вылетавших на выполнение особо ответственных боевых задач. Леонтий Петрович в совершенстве владел всеми видами ориентирования, в сложных метеоусловиях темной ночи, научился безошибочно выискивать цель и метко сбрасывать на неё бомбы. Командование доверяло Глущенко Л.П. самые ответственные задания по разведке целей и уничтожению живой силы и техники противника.
Экипаж Глущенко Л.П. стал лучшим в 10-м Гвардейском Краснознаменном полку авиации Дальнего действия и уже в июне 1943 года гвардии капитан Глущенко Л.П. был назначен старшим инструктором по радионавигации – заместителем старшего штурмана по самолётовождению 3-й гвардейской авиадивизии Дальнего действия (впоследствии – 13- ая Гвардейская Бомбардировочная Днепропетровско-Будапештская ордена Суворова Авиадивизия ДА).
За мужество и героизм, проявленный в боях с немецко-фашистскими захватчиками Указом Президиума Верховного Совета СССР от 18 сентября 1943 года Глущенко Леонтию Петровичу присвоено звание Героя Советского Союза с вручением ордена Ленина и медали «Золотая Звезда» (№1731).
Глущенко Леонтий Петрович прошёл путь от курсанта Ейского Военно-морского авиационного училища до начальника отделения боевой подготовки, заместителя начальника штаба по боевой подготовке 139-й Гвардейской тяжелой бомбардировочной авиадивизии 43-й Воздушной армии Дальнего действия. В совершенстве освоил штурманское дело на всех типах бомбардировщиков того времени, одним из первых стал военным штурманом первого класса.
За годы Великой Отечественной войны Глущенко Л.П. совершил более 300 боевых вылетов на бомбежку военно-промышленных объектов в глубоком тылу врага, из них 250 ночью. В общей сложности в небе провел более 3500 часов.
После войны продолжил службу в ВВС СССР. С 1958 года Глущенко Л.П. – подполковник в запасе. Жил в городе Полтава (Украина), где в его честь названа одна из улиц города. Активно занимался общественной деятельностью, депутат Полтавского городского Совета II, III и IV созывов.
Умер 25 ноября 1985 года. Похоронен на Центральном кладбище Полтавы на Алее Героев.

## Награды
- Медаль «Золотая Звезда» (18.09.1943)[2]
- орден Ленина (18.09.1943)[2]
- орден Ленина (20.06.1942)[2]
- ордена Ленина (22.02.1955)[2]
- Орден Красного Знамени (31.12.1942)[2]
- Орден Александра Невского (20.09.1944)[2]
- Орден Красной Звезды (13.06.1952)[2]
- Орден Отечественной войны 1-й степени [3]
- Медаль «За боевые заслуги» (30.04.1947)[2]
- Медаль «За оборону Ленинграда» (22.12.1942)[2]
- Медаль «За оборону Сталинграда» (22.12.1942)[2]
- Медаль «За оборону Москвы» (01.05.1944)[2]
- Медаль «За взятие Будапешта» (09.06.1945)[2]
- Медаль «За взятие Берлина» (09.06.1945)[2]
- Медаль «За победу над Германией в Великой Отечественной войне 1941-1945 гг.» (09.05.1945)[2]
- Более двадцати послевоенных юбилейных и памятных медалей и знаков.